# Sebastian Mihăilescu
Sebastian Mihăilescu est un entraîneur et ancien joueur roumain de volley-ball, né en 1927 à Cernăuți, alors en Roumanie.

## Palmarès

### Joueur
| - Championnat du monde - Finaliste : 1956 - Troisième : 1960 - Quatrième : 1952 - Championnat d'Europe - Finaliste : 1955, 1958 - Quatrième : 1951 |  | - Championnat de Roumanie - Vainqueur (2) : 1953, 1958 |

### Entraîneur
| - Championnat du monde - Finaliste : 1966 |  | - Ligue des champions - Vainqueur (2) : 1966, 1967 - Finaliste : 1968 - Championnat d'Espagne - Finaliste : 1972 - Coupe d'Espagne - Vainqueur : 1972 - Championnat d'Allemagne - Finaliste : 1979 - Coupe du Portugal - Finaliste : 1989 |

### Livres publiés
- (es) Mihăilescu, Sebastian, Voleibol, Federación Española de Voleibol, Madrid, 1973  (ISBN 978-8450056235)